# Pournoy-la-Grasse
Pour les articles homonymes, voir Pournoy-la-Chétive et Grasse (homonymie).
Pournoy-la-Grasse est une commune française située dans le département de la Moselle en région Grand Est.

## Géographie
- 1Carte dynamique
- 2Carte OpenStreetMap
- 3Carte topographique
- 4Carte avec les communes environnantes

### Communes limitrophes
|       | Fleury                                    | Orny     |
| Verny | Pournoy-la-Grasse (partie est du terroir) | Cherisey |
|       | Goin                                      |          |

|                 |                                             | Verny |
| Coin-sur-Seille | Pournoy-la-Grasse (partie ouest du terroir) |       |
|                 | Pommérieux                                  |       |

### Hydrographie
La commune est située dans le bassin versant du Rhin au sein du bassin Rhin-Meuse. Elle est drainée par la Seille, le ruisseau de Cherisey et le ru des Paux.
La Seille, d'une longueur totale de 137,7 km, prend sa source dans la commune de Maizières-lès-Vic et se jette  dans la Moselle à Metz en limite avec Saint-Julien-lès-Metz, après avoir traversé 57 communes.
Le ruisseau de Cherisey, d'une longueur totale de 10,7 km, prend sa source dans la commune de Pontoy et se jette  dans le ruisseau de Verny  à Pommérieux, après avoir traversé six communes.

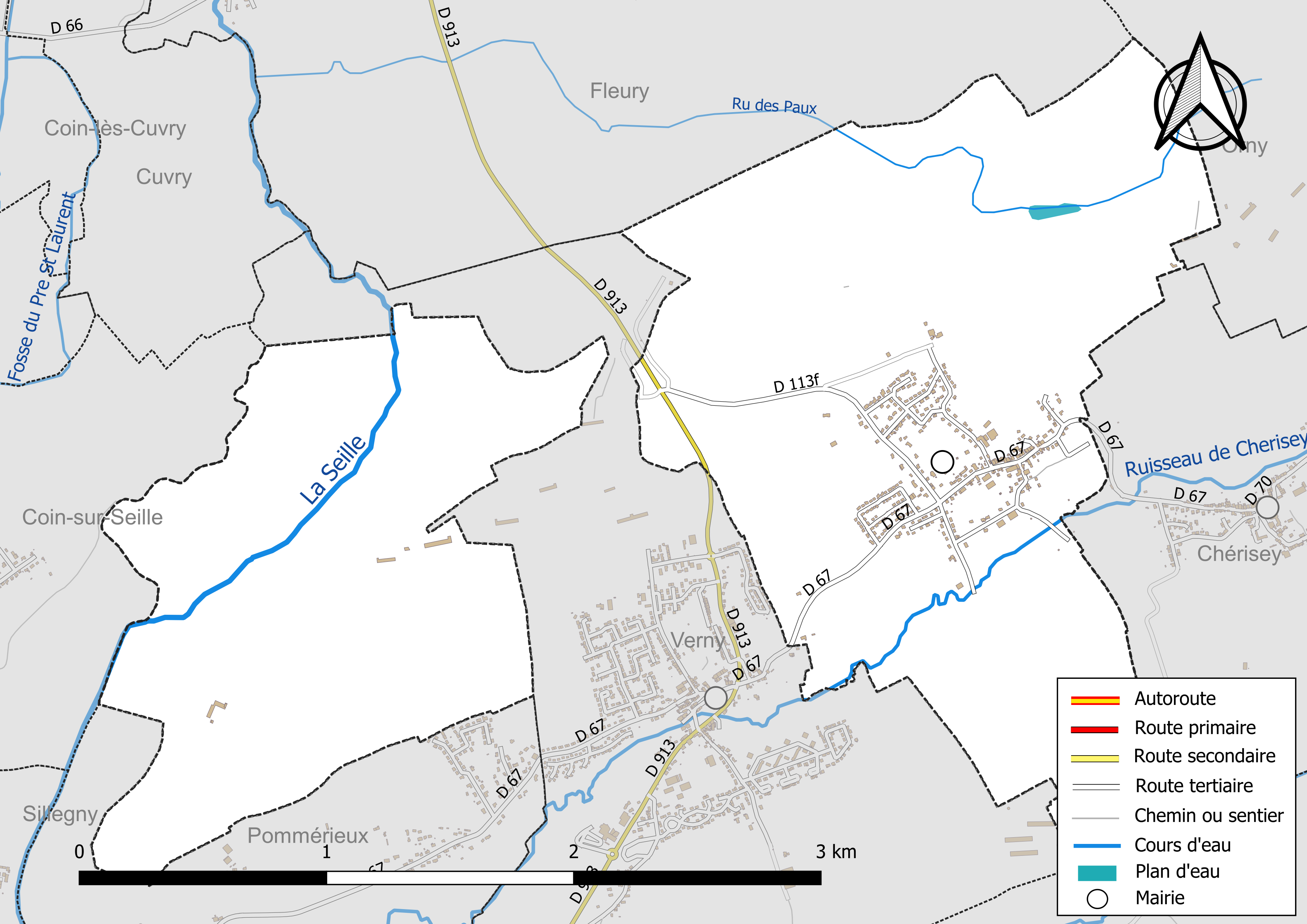
Réseaux hydrographique et routier de Pournoy-la-Grasse.

La qualité des eaux des principaux cours d’eau de la commune, notamment de la Seille et du ruisseau de Cherisey, peut être consultée sur un site spécial géré par les agences de l’eau et l’Agence française pour la biodiversité.

### Climat
Pour des articles plus généraux, voir Climat du Grand Est et Climat de la Moselle.
En 2010, le climat de la commune est de type climat océanique dégradé des plaines du Centre et du Nord, selon une étude du Centre national de la recherche scientifique s'appuyant sur une série de données couvrant la période 1971-2000. En 2020, Météo-France publie une typologie des climats de la France métropolitaine dans laquelle la commune est exposée à un climat semi-continental et est dans la région climatique  Lorraine, plateau de Langres, Morvan, caractérisée par un hiver rude (1,5 °C), des vents modérés et des brouillards fréquents en automne et hiver. 
Pour la période 1971-2000, la température annuelle moyenne est de 9,7 °C, avec une amplitude thermique annuelle de 16,7 °C. Le cumul annuel moyen de précipitations est de 753 mm, avec 11,7 jours de précipitations en janvier et 9,4 jours en juillet. Pour la période 1991-2020, la température moyenne annuelle observée sur la station météorologique de Météo-France la plus proche, « M.n.l. », sur la commune de Goin à 3 km à vol d'oiseau, est de 10,7 °C et le cumul annuel moyen de précipitations est de 678,8 mm. 
La température maximale relevée sur cette station est de 39,5 °C, atteinte le 24 juillet 2019 ; la température minimale est de −16,3 °C, atteinte le 2 janvier 1997,,. 
Les paramètres climatiques de la commune ont été estimés pour le milieu du siècle (2041-2070) selon différents scénarios d'émission de gaz à effet de serre à partir des nouvelles projections climatiques de référence DRIAS-2020. Ils sont consultables sur un site spécial publié par Météo-France en novembre 2022.

## Urbanisme

### Typologie
Au 1er janvier 2024, Pournoy-la-Grasse est catégorisée bourg rural, selon la nouvelle grille communale de densité à sept niveaux définie par l'Insee en 2022.
Elle est située hors unité urbaine. Par ailleurs la commune fait partie de l'aire d'attraction de Metz, dont elle est une commune de la couronne,. Cette aire, qui regroupe 245 communes, est catégorisée dans les aires de 200 000 à moins de 700 000 habitants,.

### Occupation des sols
L'occupation des sols de la commune, telle qu'elle ressort de la base de données européenne d’occupation biophysique des sols Corine Land Cover (CLC), est marquée par l'importance des territoires agricoles (65,7 % en 2018), une proportion sensiblement équivalente à celle de 1990 (66 %). La répartition détaillée en 2018 est la suivante : 
terres arables (41,2 %), forêts (25 %), prairies (24,4 %), zones urbanisées (6,6 %), milieux à végétation arbustive et/ou herbacée (2,7 %), zones agricoles hétérogènes (0,1 %). L'évolution de l’occupation des sols de la commune et de ses infrastructures peut être observée sur les différentes représentations cartographiques du territoire : la carte de Cassini (XVIIIe siècle), la carte d'état-major (1820-1866) et les cartes ou photos aériennes de l'IGN pour la période actuelle (1950 à aujourd'hui).

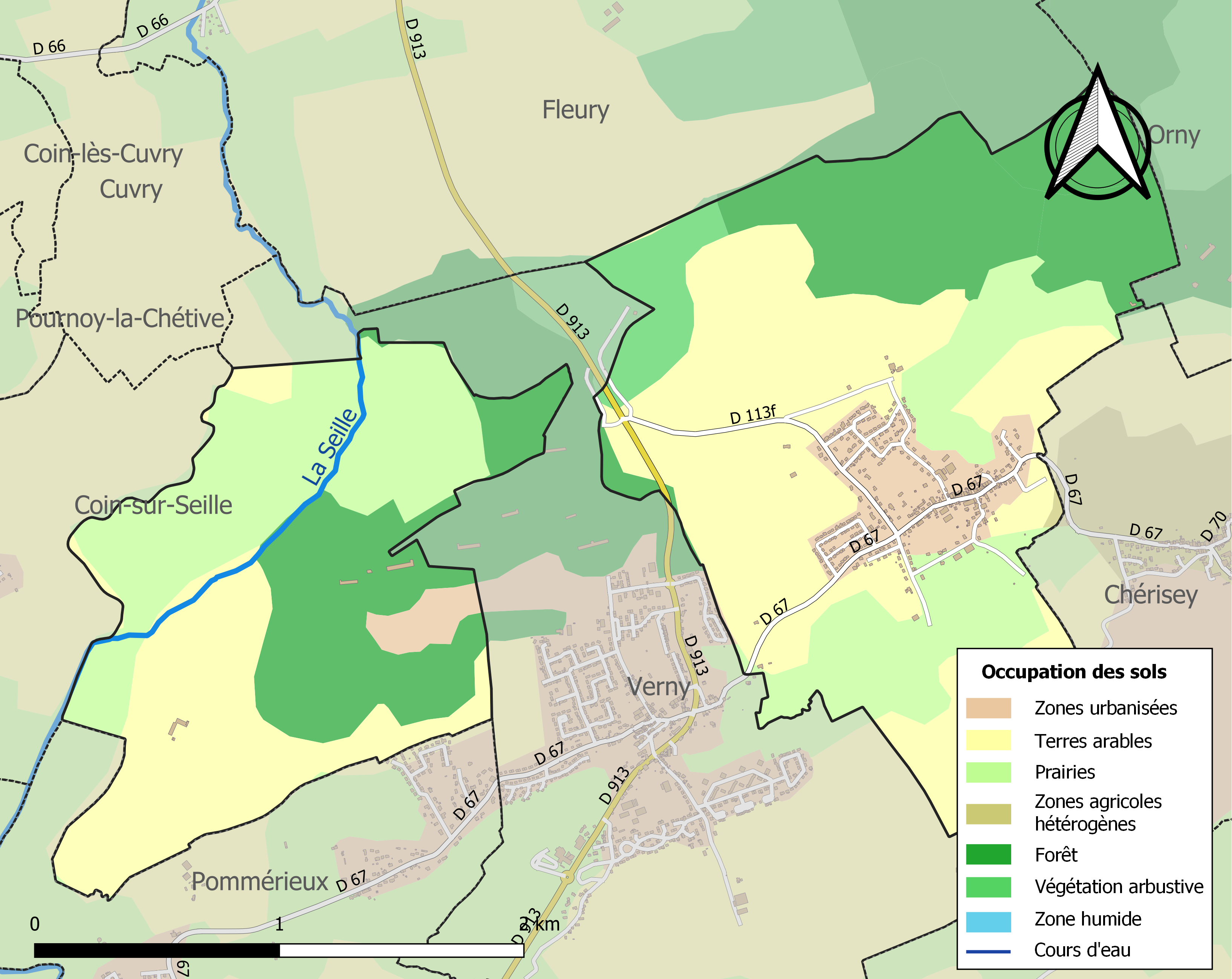
Carte des infrastructures et de l'occupation des sols de la commune en 2018 (CLC).

## Toponymie
- Pournoy-la-Grasse : Ponoi villa, Prunici (XIVe siècle) ; Prenoit (1331) ; Pernois (1337) ; Prenoy de liez Charivey (1404) ; Pregnoy après Cherrexey (1509) ; Pournoi (1513) ; Pernoy (1593) ; Ponoy la Grasse (1605) ; Pcrnoi la Grasse (1635) ; Pannoy la Grosse, Ponoi la Grosse (1756) ; Ponnoy (carte Cassini).

Du latin prunus, était planté de pruniers.
Se distingue de Pournoy-la-Chétive, à seulement quelques kilomètres de là, au sud de Metz. La différence entre les deux Pournoy lorrains a dû être marquée au Moyen Âge par une richesse de l'un par rapport à l'autre, richesse absolue ou de qualité de la terre à labourer.
En  lorrain : Lai grouss' Poneu.Ancien moulin
- Avigy : Averzei (1216) ; Averzey (1239) ; Abrexei (1372) ; Aivrexey (1404) ; Awegey (1414) ; Affigy (1770). En  lorrain : Aivgi[17].

### Écoute s'il pleut
Plusieurs document historiques font état d'un moulin à eau sur la commune au XVIIIe siècle. Il portait le nom curieux : Écoute s'il pleut. Ce toponyme n'est pas exceptionnel dans le quart nord-est de la France et en Wallonie.  

## Histoire
Pournoy-la-Grasse dépendait de l'ancien Saulnois (bailliage de Metz). Les terres ont appartenu à l'abbaye de Sainte-Marie jusqu'à la Révolution.
Comme les autres communes de l'actuel département de la Moselle, Pournoy-la-Grasse est annexée à l’Empire allemand de 1871 à 1918. La commune est alors rebaptisée Grosse Prunach.
Pour protéger Metz, siège du district de Lorraine, la construction d'un fort est programmée près de Pournoy-la-Grasse. La Feste Wagner, sur les communes de Pournoy-la-Grasse et de Verny, complète la seconde ceinture fortifiée de Metz composée des Festen Wagner (1904-1912), Kronprinz (1899 - 1905), Leipzig (1907-1912), Kaiserin (1899-1905), Lothringen (1899-1905), Freiherr von der Goltz (1907-1916), Haeseler (1899-1905), Prinz Regent Luitpold (1907-1914) et Infanterie-Werk Belle-Croix (1908-1914).
Lorsque la Première Guerre mondiale éclate, les Mosellans se battent loyalement pour l’Empire allemand. En dépit de leur attachement à l’Empire, les habitants de la commune accueillent avec joie la fin des hostilités. Le village n'eut pas à souffrir de dégâts à cette époque.
Pendant l’entre-deux-guerres, Pournoy-la-Grasse se modernise peu à peu.
La Seconde Guerre mondiale et l'annexion de la Moselle (1940) seront, en revanche, la cause de traumatismes profonds et de destructions massives. En 1940-1941, de nombreux habitants sont expulsés par les nazis. Au cours de la bataille de Metz, en 1944, de sévères combats ont lieu dans le secteur de Pournoy-la-Grasse. Les bombardements américains n'épargnent pas la commune. Malgré la combativité de la 462e Volks-Grenadier-Division, Pournoy-la-Grasse est libérée par la 5e DI de l'armée Patton le 21 novembre 1944, à la fin de la bataille de Metz.
De 1790 à 2015, Pournoy-la-Grasse était une commune de l'ex-canton de Verny.

## Politique et administration
| Période                                  | Période   | Identité          | Étiquette | Qualité |
| ---------------------------------------- | --------- | ----------------- | --------- | ------- |
| avant 1981                               | mars 2008 | André Helstroffer | DVD       |         |
| mars 2008                                | 2014      | Serge Palmieri    |           |         |
| 2014                                     | En cours  | Socrate Palmieri  |           |         |
| Les données manquantes sont à compléter. |           |                   |           |         |

## Démographie
L'évolution du nombre d'habitants est connue à travers les recensements de la population effectués dans la commune depuis 1793. Pour les communes de moins de 10 000 habitants, une enquête de recensement portant sur toute la population est réalisée tous les cinq ans, les populations de référence des années intermédiaires étant quant à elles estimées par interpolation ou extrapolation. Pour la commune, le premier recensement exhaustif entrant dans le cadre du nouveau dispositif a été réalisé en 2008.

En 2022, la commune comptait 741 habitants, en évolution de +23,91 % par rapport à 2016 (Moselle : +0,52 %, France hors Mayotte : +2,11 %).
| 1793 | 1800 | 1806 | 1821 | 1836 | 1841 | 1861 | 1866 | 1871 |
| ---- | ---- | ---- | ---- | ---- | ---- | ---- | ---- | ---- |
| 282  | 296  | 278  | 357  | 558  | 571  | 529  | 538  | 208  |

| 1875 | 1880 | 1885 | 1890 | 1895 | 1900 | 1905 | 1910 | 1921 |
| ---- | ---- | ---- | ---- | ---- | ---- | ---- | ---- | ---- |
| 212  | 212  | 205  | 210  | 199  | 195  | 255  | 288  | 164  |

| 1926 | 1931 | 1936 | 1946 | 1954 | 1962 | 1968 | 1975 | 1982 |
| ---- | ---- | ---- | ---- | ---- | ---- | ---- | ---- | ---- |
| 178  | 169  | 152  | 122  | 118  | 153  | 150  | 244  | 339  |

| 1990 | 1999 | 2006 | 2008 | 2013 | 2018 | 2022 | - | - |
| ---- | ---- | ---- | ---- | ---- | ---- | ---- | - | - |
| 379  | 414  | 535  | 570  | 550  | 660  | 741  | - | - |

## Culture locale et patrimoine

### Lieux et monuments
- Église Sainte-Barbe, inaugurée en 1756.
- Passage d'une voie romaine.
- Découverte d'un puits faisant partie d'une villa gallo-romaine.
- Groupe fortifié l'Aisne, sur les communes de Pournoy-la-Grasse et Verny.
- Fontaine Saint-Valien.

## Personnalités liées à la commune
- Nicolas Poinsatte (1777-1838), sergent d’infanterie de ligne, chevalier de la Légion d’honneur (1807), né à Pournoy-la-Grasse[25].
- Félix Veler (1890-1961), soldat déporté résistant, chevalier de la Légion d’honneur (1961), né à Pournoy-la-Grasse[26].